# Code 404
 (novembre 2020).
Code 404 est une série britannique diffusée sur Sky One à partir du 29 avril 2020. C'est une comédie policière d'anticipation (plus exactement du genre procédure policière).
Elle reste inédite dans tous les pays francophones.

## Synopsis
Dans un futur proche, John Major et Roy Carver sont des policiers aguerris dans la lutte contre la criminalité. John Major est tué lors d'une enquête. On lui implante alors une intelligence artificielle qui le fait revivre.

## Distribution
- Stephen Graham : Roy Carver
- Daniel Mays : John Major
- Rosie Cavaliero : Dennett
- Amanda Payton : Alison Parfit
- Richard Gadd : Liam Cleasby
- Anna Maxwell Martin : Kelly Major
- Steve Oram : Gilbert
- Emily Lloyd Saini : Ryle
- Michelle Greenidge : PC/DS Judith Papastathopoulos
- Tracy-Ann Oberman : Helen Chalmers
- Steve Meo : DI Paul Stokes (Saison 2)
- Meera Syal : Elizabeth Churchland (Saison 2)
- Michael Armstrong : PC Michael Michaels (Saison 2―3)
- Clive Russell : Clifford Major (Saison 2)
- Vinette Robinson : Prof. Sarah McAllister (Saison 3)

## Épisodes
La première saison est diffusée le 29 avril 2020.
La deuxième saison est diffusée le 1er septembre 2021.
La troisième saison est diffusée le 4 août 2022.
Chaque saison comporte 6 épisodes de 22 minutes, sans titre.